# 1824
1824 (MDCCCXXIV) byl rok, který dle gregoriánského kalendáře započal čtvrtkem.

## Události
- 1. ledna – V Prusku byly zřízeny první poštovní schránky.
- 11. března – Vznik amerického Úřadu pro indiánské záležitosti.
- 16. září – Zemřel francouzský král Ludvík XVIII. Na trůn nastoupil jeho bratr Karel X.
- 4. října – Mexiko přijalo republikánskou ústavu.
- 2. prosince – Byly ukončeny americké prezidentské volby, při kterých žádný z kandidátů nezískal většinu.
- 9. prosince – Vítězstvím Peru nad Španělskem v bitvě u Ayacucha byly ukončeny Hispanoamerické války za nezávislost.
- Dobytím Rijádu vznikl Druhý saúdský stát.

### Probíhající události
- 1817–1864 – Kavkazská válka
- 1821–1829 – Řecká osvobozenecká válka

## Vědy a umění
- 4. února – V Římě proběhla světová premiéra opery Vychovatel v rozpacích.
- 20. února – Britský přírodovědec Williamem Bucklandem představil první objevené fosilie dinosaura Megalosaurus.
- 7. května – Ve vídeňském divadle u Korutanské brány měla premiéru symfonie č. 9 d moll od Ludwiga van Beethovena.
- 10. května – V Londýně byla pro veřejnost otevřena Národní galerie.

## Narození

### Česko

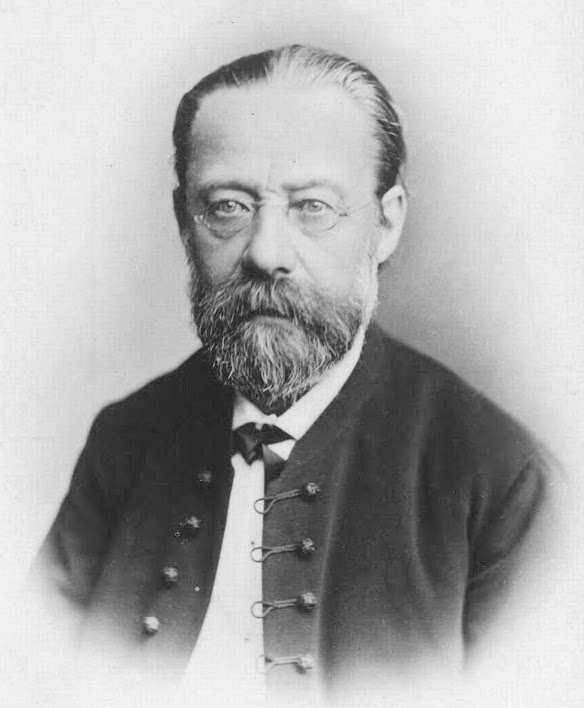
Bedřich Smetana (* 2. března)

- 22. ledna – Josef Leopold Zvonař, hudební skladatel, teoretik a pedagog († 23. listopadu 1865)
- 12. února – Emanuel Jan Křtitel Schöbel, 14. biskup litoměřický († 28. listopadu 1909)
- 20. února – Wenzel Hecke, poslanec Českého zemského sněmu a Říšské rady († 27. dubna 1900)
- 28. února – Alexandrina Dietrichstein-Mensdorff-Pouilly, kněžna z Ditrichštejna a dědička mikulovského panství († 22. února 1906)
- 02. března
  - Bedřich Smetana, hudební skladatel († 12. května 1884)
  - Josef Němeček, čestný kanovník Katedrální kapituly u sv. Štěpána v Litoměřicích († 23. srpna 1912)
- 13. března – Josef Matyáš Trenkwald, malíř († 28. července 1897)
- 24. března – Josef Zelený, malíř († 3. května 1886)
- 29. dubna – Antonín Horný, rektor olomoucké univerzity († 12. října 1908)
- 05. května – Petr Bušek, řezbář († 29. ledna 1894)
- 24. května – Ferdinand Pravoslav Náprstek, podnikatel, mecenáš hudby a divadla († 16. srpna 1887)
- 09. června – Jan Michael Schary, pivovarnický odborník, podnikatel, paleontolog a politik († 9. února 1881)
- 14. června – Karel Svoboda, malíř († 13. září 1870)
- 21. června – Ferdinand Heller, hudební skladatel a sbormistr († 9. června 1912)
- 08. července – Karel III. Schwarzenberg, voják a politik († 1904)
- 13. srpna – Benedikt Roezl, zahradník, cestovatel († 14. srpna 1885)
- 20. srpna – Alois Bubák, malíř († 6. března 1870)
- 30. srpna – Václav Žížala-Donovský, novinář, spisovatel a herec († 3. června 1890)
- 04. září – Jan Prokopec, továrník a politik († 18. července 1895)
- 06. září – Alexander Seik, fotograf, starosta Tábora († 2. října 1905)
- 04. října – Vincenc Vávra Haštalský, novinář a politik († 6. srpna 1877)
- 16. října – František Celerýn, poslanec Českého zemského sněmu († 20. prosince 1892)
- 19. října – František Pivoda, hudební pedagog a kritik († 4. ledna 1898)
- 22. listopadu – Jan Ludvík Lukes, operní pěvec († 24. února 1906)
- 04. prosince – Wenzel Weber, duchovní a politik německé národnosti († 22. září 1888)
- 06. prosince – Jan Evangelista Šťastný, pedagog a autor učebnic († 17. června 1913)
- 24. prosince – Josef Arnold, stavitel a kameník († 12. srpna 1887)
- neznámé datum
  - Jakub Hruška, poslanec Českého zemského sněmu († 1897)

### Svět

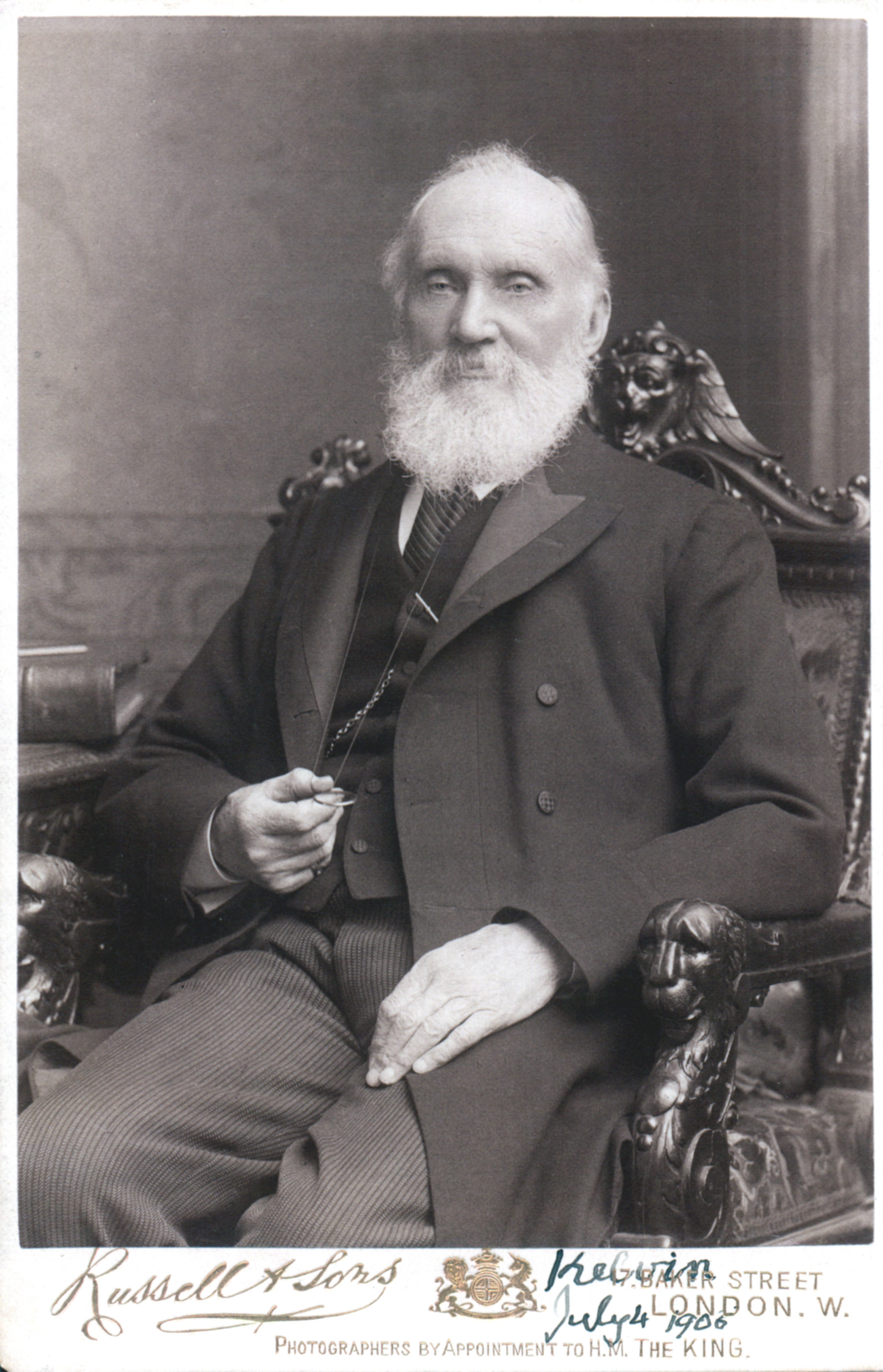
William Thomson (* 26. června)

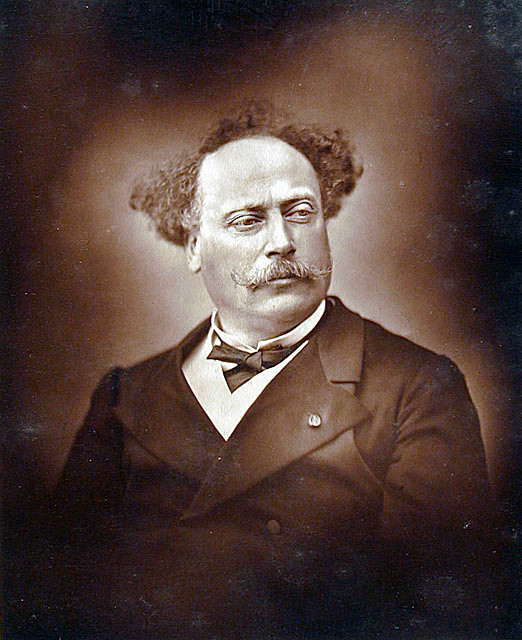
Alexandre Dumas mladší (* 27. července)

- 02. ledna – Atiye Sultan, osmanská princezna a dcera sultána Mahmuda II. († 11. srpna 1850)
- 08. ledna – Wilkie Collins, britský spisovatel a dramatik († 23. září 1889)
- 11. ledna – Jiří August Meklenbursko-Střelický, meklenbursko-střelický vévoda († 20. června 1876)
- 14. ledna – Vladimir Vasiljevič Stasov, ruský hudební a umělecký kritik, historik umění († 23. října 1906)
- 21. ledna – Thomas Jonathan Jackson, americký generál Konfederace († 10. května 1863)
- 31. ledna – Bernard Altum, německý katolický kněz, zoolog a výzkumník v oboru lesnictví († 1. února 1900)
- 07. února – William Huggins, anglický astronom († 12. května 1910)
- 12. února – Karl Sigmund von Hohenwart, předlitavský státní úředník a politik († 26. dubna 1899)
- 22. února – Pierre Janssen, francouzský fyzik a astronom († 23. prosince 1907)
- 28. února – Karl Maria Kertbeny, maďarský spisovatel cestopisů, pamětí a literatury faktu († 23. ledna 1882)
- 29. února
  - Stjepan Mitrov Ljubiša, rakouský spisovatel a politik srbské národnosti († 11. listopadu 1878)
  - Onofrio Abbate, italský lékař, přírodovědec a spisovatel († 11. října 1915)
- 02. března – Konstantin Dmitrijevič Ušinskij, ruský pedagog († 3. ledna 1871)
- 04. března – Gustáv Kazimír Zechenter-Laskomerský, slovenský spisovatel († 20. srpna 1908)
- 07. března – Robert Jefferson Bingham, anglický fotograf a průkopník fotografie († 21. února 1870)
- 12. března – Gustav Kirchhoff, německý fyzik († 17. října 1887)
- 19. března – William Allingham, irský spisovatel († 18. listopadu 1889)
- 22. března – Karl Pfizer, německý chemik († 19. října 1906)
- 28. března – Branko Radičević, srbský básník († 1. července 1853)
- 31. března – Adela Ostrolúcka, slovenská šlechtična († 18. března 1853)
- 10. dubna
  - Julius Meinl, rakouský obchodník († 24. prosince 1914)
  - Cölestin Brader, rakouský římskokatolický duchovní a politik († 31. prosince 1894)
- 14. dubna – Auguste Salzmann, francouzský archeolog, malíř a fotograf († 24. února 1872)
- 08. května – William Walker, americký dobrodruh, prezident Nikaraguy († 12. září 1860)
- 11. května – Jean-Léon Gérôme, francouzský malíř a sochař († 10. ledna 1904)
- 16. května – Levi P. Morton, americký politik († 16. května 1920)
- 18. května – Alexander von Petrino, předlitavský politik († 17. dubna 1899)
- 23. května – Ambrose Burnside, americký generál, vynálezce a politik († 13. září 1881)
- 29. května – Eduard Alberti, rakouský politik italské národnosti z Tyrolska († 5. dubna 1906)
- 07. června – Jean-Pierre Barillet-Deschamps, francouzský zahradní architekt († 12. září 1873)
- 24. června – Anežka Anhaltsko-Desavská, sasko-altenburská vévodkyně († 23. října 1897)
- 28. června – Paul Broca, francouzský chirurg, anatom, histolog a patolog († 9. července 1880)
- 12. července – Eugène Boudin, francouzský malíř († 8. srpna 1898)
- 25. července – Pierre Brandebourg, lucemburský malíř a portrétní fotograf († 23. května 1878)
- 27. července – Alexandre Dumas mladší, francouzský spisovatel († 27. listopadu 1895)
- 31. července – Antonín Orleánský, vévoda z Montpensier a člen francouzské královské rodiny († 4. února 1890)
- 08. srpna
  - Marie Alexandrovna, ruská carevna († 3. června 1880)
  - Arnošt Habsbursko-Lotrinský, rakouský arcivévoda, vnuk Leopolda II. († 4. dubna 1899)
- 13. srpna – Paweł Stalmach, polský národní buditel, novinář († 13. listopadu 1891)
- 15. srpna – Jovan Ilić, srbský básník a politik († 12. března 1901)
- 18. srpna – Pierre-Émile Martin, francouzský inženýr, metalurg († 23. května 1915)
- 04. září – Anton Bruckner, rakouský hudební skladatel († 11. října 1896)
- 26. září – Conrad Dietrich Magirus, německý podnikatel a vynálezce († 26. června 1895)
- 13. října – Carl Gustaf Thomson, švédský entomolog († 20. září 1899)
- 18. října – Juan Valera, španělský spisovatel († 18. dubna 1905)
- 30. října – Gabriel-Jean-Antoine Davioud, francouzský architekt († 6. dubna 1881)
- 11. listopadu – Andreas Steinhuber, německý jezuita, spisovatel a kardinál († 15. října 1907)
- 13. listopadu – Ernest Fournier de Flaix, francouzský ekonom († 13. dubna 1904)
- 10. prosince – George MacDonald, britský spisovatel († 18. září 1905)
- 14. prosince – Pierre Puvis de Chavannes, francouzský malíř († 24. října 1898)
- 15. prosince – Juliusz Kossak, polský malíř († 3. února 1899)
- 24. prosince – Peter Cornelius, německý hudební skladatel a básník († 26. října 1874)

## Úmrtí

### Česko
- 08. ledna – Josefína Dušková, operní pěvkyně (* 6. března 1754)
- 16. ledna – Antonín Hirnle, sídelní kanovník Katedrální kapituly u sv. Štěpána v Litoměřicích (* 8. srpna 1759)
- 22. ledna – František Piller, sídelní kanovník Katedrální kapituly u sv. Štěpána v Litoměřicích (* kolem 1740)
- 12. února – Bohumil Haase, nakladatel, knihtiskař, kamenotiskař, knihkupec, podnikatel (* 25. dubna 1763)
- 13. března – Christian Schneider, moravský františkán (* 23. ledna 1742)
- 18. března – Ignác Jan Nepomuk Palliardi, architekt italského původu (* 15. května 1737)
- 08. dubna – Jan Nepomuk Chotek, šlechtic a mecenáš ze starobylého rodu Chotků (* 24. února 1773)
- 16. dubna – Ignác Jaksch, arciděkan v Horní Polici (* 31. ledna 1754)
- 28. dubna – Kašpar Heřman Künigel, rakousko-český šlechtic, svobodný zednář a filantrop (* 18. listopadu 1745)
- 09. června – Řehoř Balzer, mědirytec a tiskař (* 17. února 1751)
- 14. srpna – Václav Alois Berger, grafik a mědirytec (* 27. května 1783)
- 25. srpna – Vojtěch Kareš, římskokatolický duchovní bolzanovské orientace (* 12. dubna 1777)
- 26. srpna – Jan Rudolf Chotek z Chotkova, politik a úředník (* 17. května 1748)
- 05. listopadu – Ignác Raška, hrnčířský podnikatel v Kopřivnici (* 1. srpna 1768)
- 07. prosince – Vincenc Maria Josef Libštejnský z Kolovrat, šlechtic (* 11. května 1749)

### Svět

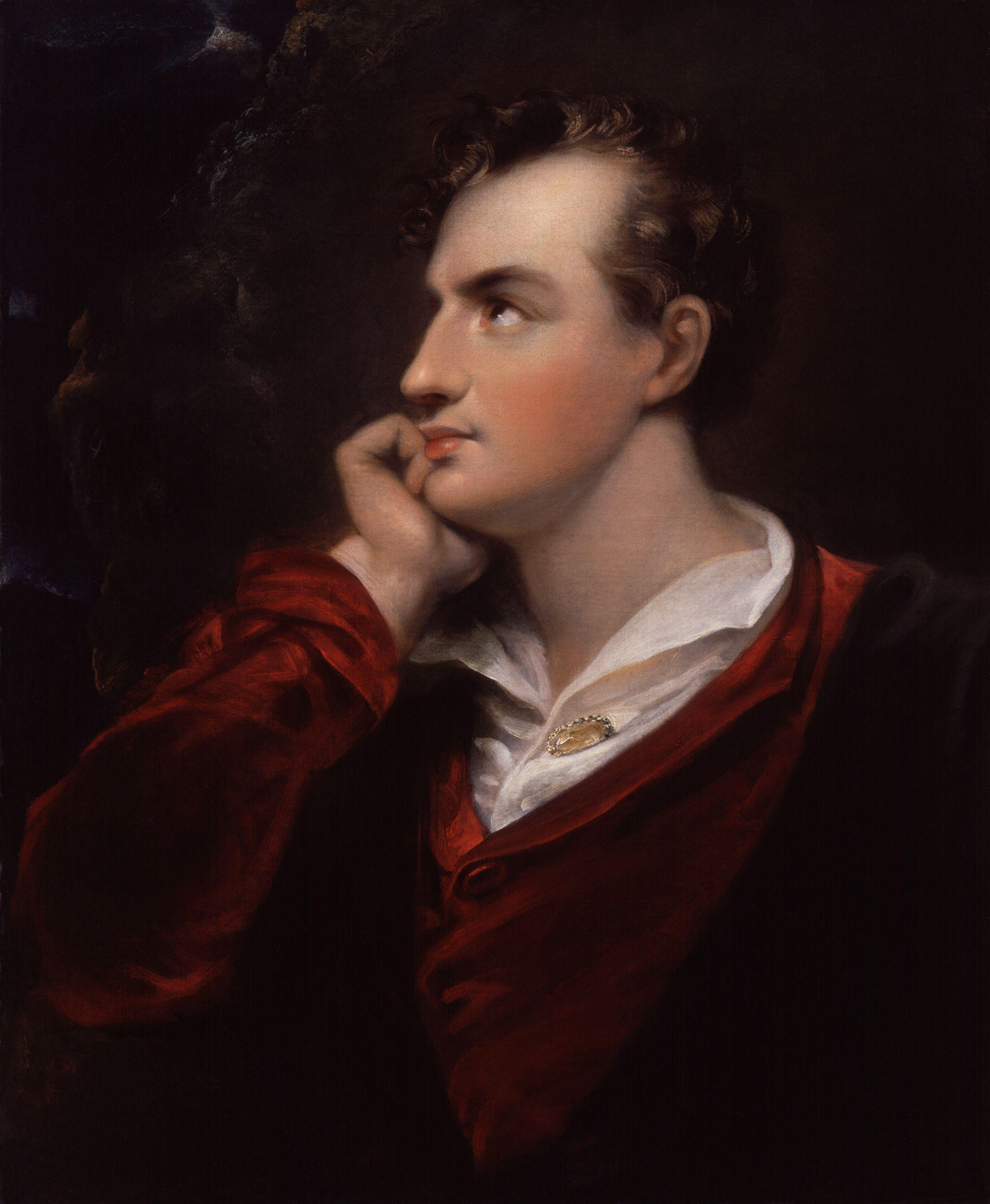
George Gordon Byron († 19. dubna)

- 01. ledna – Vincenc Maria Strambi, italský biskup a světec (* 1. ledna 1745)
- 10. ledna – Viktor Emanuel I., sardinský král (* 24. července 1759)
- 20. ledna – Juliana Marie Festeticsová, uherská šlechtična (* 30. října 1753)
- 24. ledna – Ercole Consalvi, kardinál–jáhen římskokatolické církve (* 8. června 1757)
- 26. ledna – Théodore Géricault, francouzský malíř a grafik (* 26. září 1791)
- 04. února – Maria Anna Falcko-Zweibrückenská, bavorská vévodkyně (* 18. července 1753)
- 09. února – Anna Kateřina Emmerichová, německá mystička, vizionářka a stigmatička (* 8. září 1774)
- 21. února – Evžen de Beauharnais, francouzský velkovévoda (* 3. září 1781)
- 08. března – Jean-Jacques-Régis de Cambacérès, francouzský právník a politik (* 18. října 1753)
- 10. března – Luisa Adelaida Bourbonská, francouzská jeptiška a šlechtična (* 5. října 1757)
- 13. března – Marie Luisa Španělská, španělská infantka a vévodkyně z Luccy (* 6. července 1782)

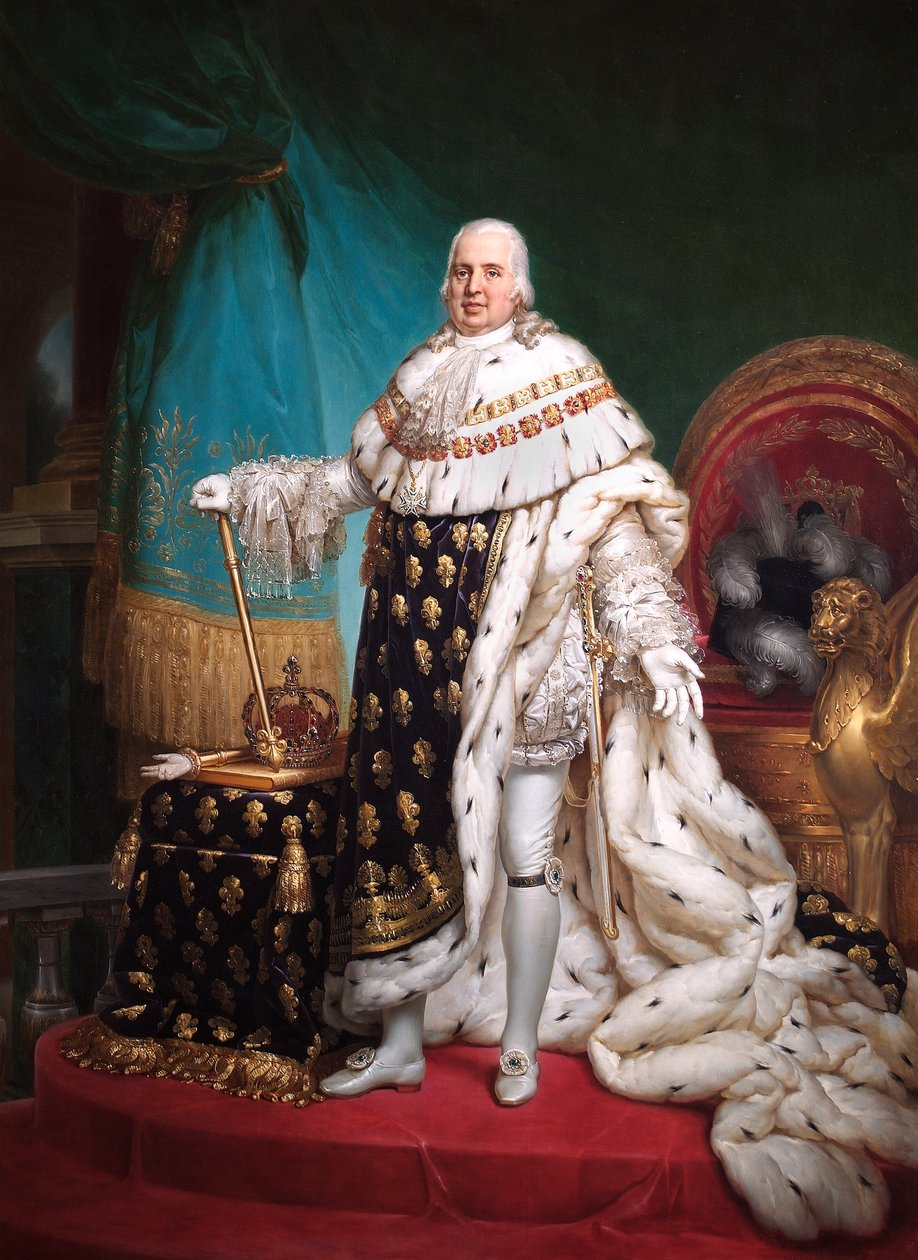
Ludvík XVIII. († 16. září)

- Ludvík XVIII. († 16. září) 14. března – Antoinetta Sasko-Kobursko-Saalfeldská, německá princezna (* 28. srpna 1779)
- 24. března – Louis-Marie de La Révellière-Lépeaux, francouzský revoluční politik (* 24. srpna 1753)
- 29. března – Hans Nielsen Hauge, norský lidový kazatel (* 3. dubna 1771)
- 10. dubna – Jean-Baptiste Drouet, francouzský poštmistr, který poznal krále Ludvíka XVI. na útěku (* 8. ledna 1763)
- 19. dubna – George Gordon Byron, anglický spisovatel (* 22. ledna 1788)
- 04. května – Joseph Joubert, francouzský moralista a esejista (* 7. května 1754)
- 26. května – Luigi Barilli, italský operní zpěvák působící ve Francii (* 1764)
- 16. června – Charles-François Lebrun, francouzský politik, konzul (* 19. březen 1739)
- 14. července – Kamehameha II., havajský král (* 1797)
- 18. července – Ferdinand III. Toskánský, toskánský velkovévoda (* 6. března 1769)
- 19. července – Agustín de Iturbide, mexický voják, politik, císař (* 27. září 1783)
- 20. července – Maine de Biran, francouzský politik, filosof a psycholog (* 29. listopadu 1766)
- 08. srpna – Friedrich August Wolf, německý klasický filolog (* 15. února 1759)
- 16. srpna – Charles Thomson, sekretář Kontinentálního kongresu a americký patriot (* 29. listopadu 1729)
- 16. září
  - Giacomo Tritto, italský hudební skladatel a pedagog (* 2. dubna 1733)
  - Ludvík XVIII., francouzský král (* 17. listopadu 1755)
- 11. října – Marie Anna Savojská, savojská princezna a vévodkyně ze Chablais (* 17. prosince 1757)
- 20. října – Jan z Noailles, francouzský šlechtic a vědec (* 26. října 1739)
- 30. října – Charles Robert Maturin, irský duchovní a anglicky píšící preromantický prozaik (* 25. září 1780)
- 07. listopadu – Beyhan Sultan, osmanská princezna a dcera sultána Mustafy III. (* 13. ledna 1766)
- 09. listopadu – Richard Annesley, anglo-irský politik a 2. hrabě Annesley (* 14. dubna 1745)
- 22. listopadu
  - François Levaillant, francouzský cestovatel a ornitolog (* 6. srpna 1753)
  - Jacques de Maleville, francouzský soudce a politik (* 19. června 1741)
- 30. listopadu – Luigi Mosca, italský hudební skladatel a pedagog (* 1775)
- 09. prosince – Anne-Louis Girodet-Trioson, francouzský malíř (* 5. ledna 1767)
- 21. prosince – James Parkinson, anglický chirurg, lékárník a geolog (* 11. duben 1755)
- neznámé datum
  - David Bushnell, americký vynálezce (* 30. srpna 1740)

## Hlavy států

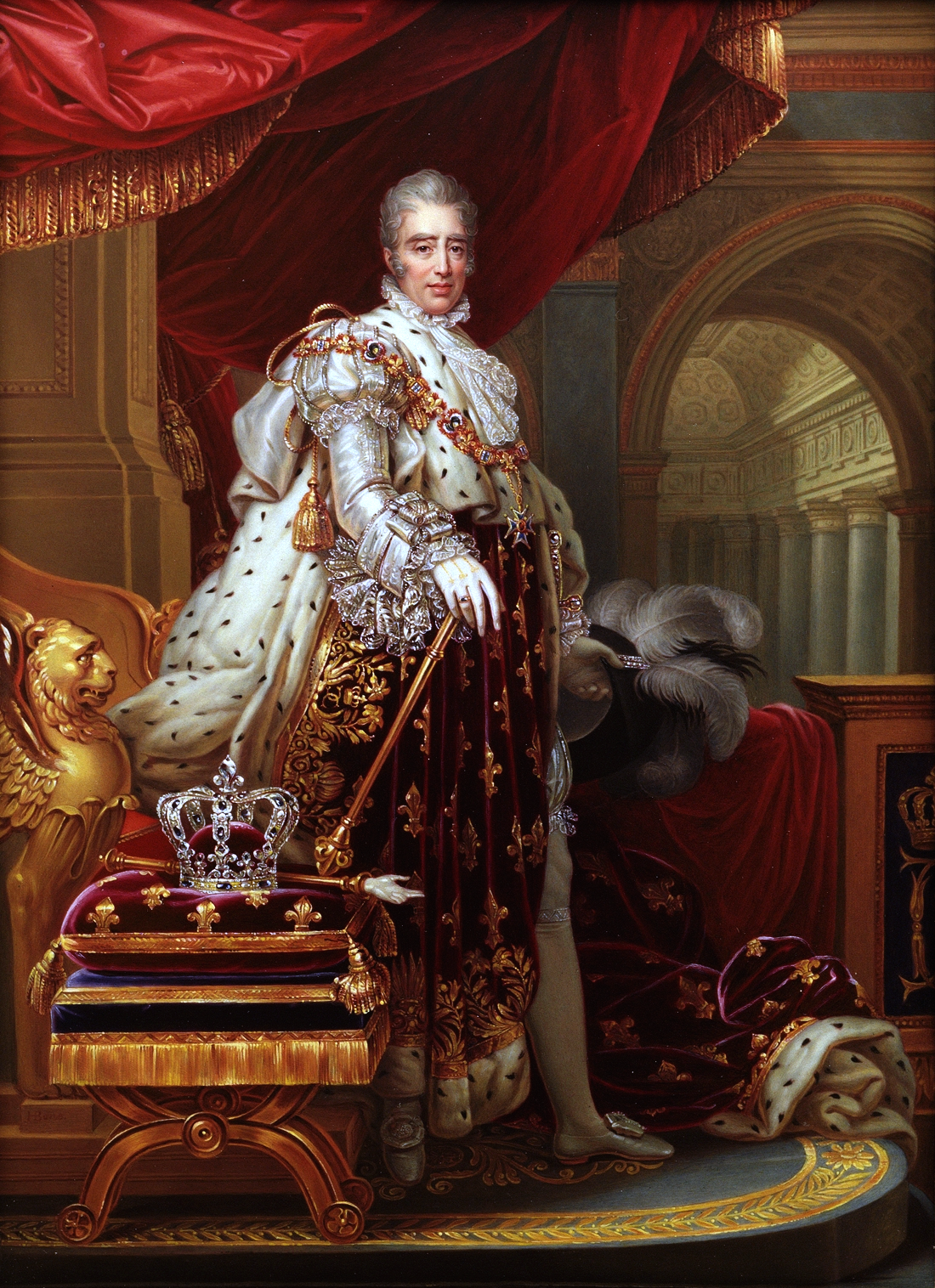
Francouzským králem se stal Karel X.

- Francie – Ludvík XVIII. (1815–1824) do 16. září / Karel X. (1824–1830) od 16. září
- Království obojí Sicílie – Ferdinand I. (1816–1825)
- Osmanská říše – Mahmut II. (1808–1839)
- Prusko – Fridrich Vilém III. (1797–1840)
- Rakouské císařství – František I. (1792–1835)
- Rusko – Alexandr I. (1801–1825)
- Spojené království – Jiří IV. (1820–1830)
- Španělsko – Ferdinand VII. (1813–1833)
- Švédsko – Karel XIV. (1818–1844)
- USA – James Monroe (1817–1825)
- Papež – Lev XII. (1823–1829)
- Japonsko – Ninkó (1817–1846)
- Lombardsko-benátské království – Rainer Josef Habsbursko-Lotrinský